# Умм-аль-Тлель
Умм-эль-Тлель (также Телль-Умна) — археологический памятник на северо-востоке Сирии, относящийся к раннему среднему палеолиту и входящий в комплекс Эль-Ковм. Помимо Умм-эль-Тлеля, к ним относятся южные поселения Хуммал и Айн-Джуваль, а также Надауйе Айн-Аскар на западе. Раскопки в Умм-эль-Тлеле проводились в период с 1991 по 2010 год, в результате чего было обнаружено 89 слоев толщиной 6 м. 29 из этих слоев были отнесены к верхнему палеолиту, 3 — к переходным слоям, таким как ахмарский, и 57 — к мустьерскому и, следовательно, среднему палеолиту.

## Раскопки и датировки
Систематические раскопки в Умм-эль-Тлеле начались в 1994 году в рамках постоянной французской миссии в Эль-Ковме под руководством Эрика Боэды и Султана Мухесена из университетов Нантера и Дамаска. Эрик Боэда, который присоединился к археологической команде в Эль-Коуме в 1987 году, стал руководителем раскопок не только на участке Ум-эль-Тлель, но и на Эль-Мейре.  
В 1997 году культурные слои были датированы 40 500 годом до нашей эры. Мустьерские слои датируются периодом от 75 000 до 45 000  д.н.э.  Всего к 2004 году было выявлено более 100 слоев общей мощностью 12 м.

## Найденные останки
Исследователи объединяют культурные слои  в группы (комплексы). В Комплексе V13, по словам Кристофа Григго, обнаружено восемь слоев, в которых останки верблюдов составляют 80 % и лошадей — 15 %. Скорее всего, на этом месте была бойня, где разделывали добычу.
Комплекс V11 представляет собой практически чистое скопление костей верблюдов. Четверть костей принадлежит молодым животным. Добычу обрабатывали на месте, отделяя мясистые части и затем забирая их. Лишь десять кремневых артефактов свидетельствуют о крайне незначительной обработке камня и дальнейшей обработке добычи. Так что, вероятно, это был охотничий лагерь.

## Останки животных, спектр охоты
Останки животных уникальны для Ближнего Востока. Значительную долю составляют кости верблюдов и лошадей. Кроме того были обнаружены  газели, антилопы, бегемоты и страусы.  Было обнаружено небольшое количество костей газели, антилопы, страуса и зубра (последние, вероятно, иммигрировали из Анатолии ).  
В ярусе В12а преобладают степные копытные, такие как джейран — более 65 %. В двух слоях геологического комплекса V11 содержались только верблюды, что явно указывает на очень засушливый климат. В геологическом комплексе В2 преимущественно обнаружены лошади, впервые связанные с остатками гиппопотамов. Также можно встретить верблюдов и газелей. В целом это указывает на более влажные условия.

## Битум и композитные орудия
Место раскопок получило известность благодаря обнаружению битума, который использовался в качестве клея. Возраст этих находок состаквляет около 70 000 лет. Клеевая технология с использованием битума позволяла неандертальцам производить композитные орудия: с помощью нагретого битума приклеивали каменныые наконечники леваллуазского типа к деревянным древкам копий. Более старые образцы такого типа обнаружены только в Висольяно, Италия. Сопоставлением с изотопно-кислородной шкалой возраст находок оценён от 427 000 до 528 000 лет.